# Colletes sodalis
Colletes sodalis là một loài Hymenoptera trong họ Colletidae. Loài này được Cameron mô tả khoa học năm 1897.